# Ненадович, Любомир
Любомир Ненадович (серб. Љубомир Ненадовић; 14 (26) сентября 1826, Бранковина — 21 января (2 февраля) 1895, Валево) — сербский писатель, дипломат и политик, министр образования.
Его отцом был военачальник Матфей Ненадович, а дедом князь Алексей. Окончил гимназию в Белграде, а затем учился в Германии, в Гейдельбергском университете. По возвращении был непродолжительное время профессором в Белградском лицее, затем высокопоставленным министерским чиновником и дипломата. В 1860 году стал министром образования и занял должность президента Общества сербской словесности (серб. Друштво српске словесности). Несколько лет провёл в Черногории в качестве гостя князя Николы. Был одним из первых сербов, получивших образование за рубежом, и начал заниматься литературой. Стал в 1887 году одним из первых 16 постоянных членов Сербской Королевской Академии наук и искусств, будучи назначен туда королём Миланом Обреновичем. Последние годы жизни провёл в Валево.
Писал в первую очередь литературоведческие сочинения, оставил довольно большое их количество, однако также был известен своими путевыми очерками (о поездках в Италию, Германию, Черногорию) и поэзией (в том числе юмористическими эпиграммами и баснями), а также переводами и эпистолярным наследием. Его стихотворения в 1860 году вышли отдельным изданием («Piesme L. N.»). Наиболее известные произведения: «Wojnik Dojczinowicz», поэма в 6 песнях, и «Slawjanska Wila». Редактировал журнал «Szumadnika», издал памятники о войнах 1811, 1812 и 1813 годов и «Data k Srbskym dieijnam».